# Планета Земля (сериал)
Планета Земля (англ. Planet Earth) — документальный сериал производства телеканала BBC. По состоянию на 2006 год был самым дорогим документальным фильмом из когда-либо финансируемых BBC — на его создание было потрачено 16 миллионов фунтов стерлингов. Также является первым документальным фильмом, снятым в HD качестве. Соавторами и сопродюсерами выступили канал Discovery и NHK в объединении с CBC. Съёмки сериала заняли четыре года.
«Планета Земля» впервые вышла на экраны в Великобритании на канале BBC One в марте 2006 года, а в США через год на канале Discovery. До июня 2007 фильм был показан в 130 странах по всему миру. Оригинальная версия BBC была озвучена голосом Дэвида Аттенборо. На канале Discovery фильм был озвучен голосом Сигурни Уивер вместо Аттенборо.
Телефильм насчитывает одиннадцать эпизодов, каждый из которых представляет собой масштабное освещение различных природных условий на Земле. В конце каждого 51-минутного эпизода присутствует 10-минутное приложение, дополняющее серию и рассказывающее о съёмках какой-либо сцены данного фильма.

## 1 серия «От полюса до полюса (англ.From Pole to Pole)»
Вращение Земли вокруг Солнца влияет на жизнь всех живых существ, создаёт сезоны, во время которых разворачиваются самые грандиозные зрелища, происходящие на нашей планете. Полярный медведь просыпается от зимней спячки с первыми лучами весеннего солнца и отправляется в полное опасностей приключение; в пустыне Калахари сотни слонов предпринимают грандиозное путешествие к болотам Окаванго в поисках живительной воды; на океанских просторах большая белая акула охотится на тюленя. Вы увидите последние оставшиеся уголки нетронутой дикой природы, какими их ещё никто никогда не видел.

## 2 серия «Горы (англ.Mountains)»
Скалы, лёд и снег — вертикальный мир, такой же чужой для людей, как поверхность другой планеты. Горы — дом для самых осторожных и скрытных животных на нашей планете. Только там, вдали от человека они могут растить своих детёнышей. Люди склонны считать, что, покорив вершину, они побеждают гору. Но нужно помнить, что мы только лишь гости в этом неведомом нам мире…

## 3 серия «Пресная вода (англ.Fresh Water)»
Пресная вода составляет лишь три процента от общих запасов воды на нашей планете. Но её бесценные источники преподносят много сюрпризов… Вся жизнь на Земле, в конечном счёте, зависит от пресной воды. Самые большие естественные её хранилища — реки и озёра. Где начинаются реки и куда они впадают? И как образуются озёра?
После показа 51-минутной серии BBC демонстрировала 10-минутные приложения «дневники» — своего рода «фильм о фильме». В дневнике после серии о пресной воде показано, как съёмочная группа две недели искала возможность для съёмок эпизода о пиршестве пираний в Бразилии.

## 4 серия «Пустыни (англ.Deserts)»
Пустыни занимают треть поверхности суши Земли. Там практически не выпадают осадки и нет водоносных слоёв в почве. Разница между дневными и ночными температурами может превышать семьдесят градусов. Огромные рубцы на лице планеты кажутся безжизненными. Но, как ни странно, это не так. Во всех пустынях всегда была и продолжается жизнь. Даже несмотря на то, что там почти нет воды, они являются самыми многообразными экосистемами…
Из-за сибирских ветров, климат пустыни Гоби (Монголия) отличается экстремальным перепадом температур, от -40 C до +50 C (от -40 F до 122 F). Эта пустыня является домом для редких двугорбых верблюдов, которые вынуждены есть снег для поддержания баланса жидкости в организме и должны ограничиться 10 л в сутки, чтобы не погибнуть от переохлаждения. В свою очередь, пустыня Сахара (Африка), достигает размера Соединенных Штатов Америки, а всего лишь одна из её мощных пыльных бурь может охватить всю территорию Великобритании.

## 5 серия «Пещеры (англ.Caves)»
Пещеры — это последний неисследованный рубеж нашей планеты, таинственный мир, заглянуть в который отваживаются только самые отчаянные смельчаки. Под нашими ногами на многие километры тянутся лабиринты подземных пещер и туннелей. Сегодня пещеры остаются самыми малоизученными местами на планете, и всё же людям редко удаётся спуститься в тёмные подземелья первыми — здесь уже обитают самые странные и малоизвестные животные на Земле…

## 6 серия «Ледяные миры (англ.Ice Worlds)»
Оба полюса нашей планеты покрыты льдом. Это самые обширные и самые суровые пустыни в мире. Больше нигде на свете смена времен года не происходит так резко, как здесь. Как только солнце покидает один полюс и устремляется к другому, эти замерзшие миры подвергаются самым суровым на земле климатическим изменениям — от абсолютной темноты и крайне низких температур во время полярной зимы до полярного лета, когда солнце никогда не скрывается за горизонтом. В результате каждый год льды наступают и отступают. Вся жизнь на полюсах зависит от этого цикла.

## 7 серия «Великие равнины (англ.Great Plains)»
Обширные безлесные пространства африканской саванны, азиатских степей, арктической тундры и североамериканских прерий — это великие равнины нашей планеты. Бескрайние просторы. Звенящая тишина. Но ощущение пустоты — это иллюзия. Равнины занимают более четверти площади нашей планеты. Сердце равнин — это трава.

## 8 серия «Джунгли (англ.Jungles)»
Джунглями покрыто примерно три процента нашей планеты, но в то же время в них содержится 50 процентов всемирного разнообразия. Высококачественные камеры дают беспрецедентные картины жизни животных, живущих на нижнем тёмном уровне джунглей. В лесу Нгого самая большая группа шимпанзе в мире защищает свою территорию от нашествия соседей. Иные специалисты по джунглям такие, как паразитные грибы, пропитывают насекомое, питаются им, и затем прорастают из его тела.

## 9 серия «Мелководные моря (англ.Shallow Seas)»
Континенты нашей планеты окружены мелководными морями. Их глубина редко превышает 200 метров и они составляют лишь 8 % поверхности мирового океана, но в них обитает подавляющее большинство морских животных.

## 10 серия «Сезонные леса (англ.Seasonal Forests)»
Деревья, бесспорно, самые величественные из всех живых существ. Некоторые из них являются самыми крупными живыми организмами на Земле и это самые высокие деревья в мире. Лиственные и хвойные деревья, растущие в сезонных областях нашей планеты, образуют самые обширные леса на Земле. Их размеры поражают воображение.

## 11 серия «Океанские глубины (англ.Ocean Deep)»
Мир за пределами суши. Океан. Он покрывает две трети земной поверхности. При этом большая его часть для нас недосягаема. Значительная часть океана совершенно пустынна. Жизнь его обитателей проходит в постоянных поисках пищи и в борьбе за сохранение драгоценной энергии.

## Сиквел
В феврале 2016 года телеканал BBC анонсировал продолжение сериала, которое будет содержать шесть эпизодов. Сиквел получил название «Планета Земля II» (англ. Planet Earth II). Его премьера состоялась в ноябре 2016 года. Озвучил сериал вновь сэр Дэвид Аттенборо.